# Киренга
Ки́ренга — река в Иркутской области России, правый приток Лены. Судоходный участок протяжённостью 438 км от села Карам до устья входит в перечень водных путей страны.

Бассейн Лены

Длина — 669 км (от истока Левой Киренги — 746 км). Площадь водосборного бассейна — 46 600 км².
Река образуется на высоте 764,2 метра над уровнем моря слиянием рек Левая Киренга и Правая Киренга, берущих начало на западных склонах Байкальского хребта, на территории Байкало-Ленского заповедника. Высота устья — 250 м над уровнем моря.
В верхнем течении река, покинув пределы заповедника, делает большую петлю с востока на запад и затем на север, после чего основным направлением течения реки становится северное.
В среднем течении к реке подходит западный участок Байкало-Амурской магистрали (БАМ). У посёлка Магистральный располагается станция Киренга, от которой БАМ идёт вдоль левого берега реки около 25 км. У посёлка Окунайский БАМ пересекает Киренгу и далее идёт по правому берегу до посёлка Улькан (около 18 км), откуда уходит на юго-восток, покидая долину реки. Параллельно БАМу проходит межрегиональная автодорога Усть-Кут — Северобайкальск.

## Притоки
(расстояние от устья)
- 97 км: река Кутима (пр)
- 179 км: река Миня (пр)
- 261 км: река Окунайка (пр)
- 294 км: река Улькан (пр)
- 472 км: река Ханда (лв)
- 669 км: река Левая Киренга (лв)
- 669 км: река Правая Киренга (пр)

## Населённые пункты
На реке расположены населённые пункты Качугского, Казачинско-Ленского и Киренского районов Иркутской области (от истока к устью): Чинонга, Карам, Тарасово, Юхта, Улькан (в 2 км к востоку от русла), Конец Луг, Окунайский, Новосёлово, Седанкина, Магистральный (в 3 км к западу от русла), Ключи, Паузок, Испиритиха, Казачинское, Конец Луг, Карнаухова, Ермаки, Коротково, Поперечная, Верхнемартыново, Нижнемартыново, Кутима, Усть-Киренга, Сидорова.
В устье Киренги и по обоим берегам Лены расположен город Киренск.

## Гидрология
Река замерзает в конце октября — начале ноября и остаётся под ледяным покровом до конца апреля — начала мая. Среднегодовой расход воды в 18 км от устья — 650 м³/с. Имеет преимущественно дождевое питание.
| Средний расход воды (м³/с) реки Киренги по месяцам и за год с 1927 по 1990 гг. (замеры производились на гидрологическом посту районе д. Шорохово, 18 км от устья) |

## Этимология
Существует несколько версий о происхождении названия реки.
Общепризнанным считается толкование М. Н. Мельхеева, согласно которому гидроним от эвенк. кири с суффиксом «ӈа» переводится как «грязный». Дно Киренги выстлано камнями, вследствие чего возникает оптический эффект: поверхность реки кажется чёрной, хотя на самом деле вода чистая и прозрачная.
Согласно второй версии, поддерживаемой в первую очередь жителями Киренска, гидроним происходит от эвенк. киренӈа в значении «орлиное гнездо».
В Якутии, однако, выдвигаются версии о тюркоязычном происхождении названия: от якут. «киирии уҥа», что означает «вход справа» — в значении «правый приток» (версия краеведа и юриста Бориса Чарпыкова).